# 考得

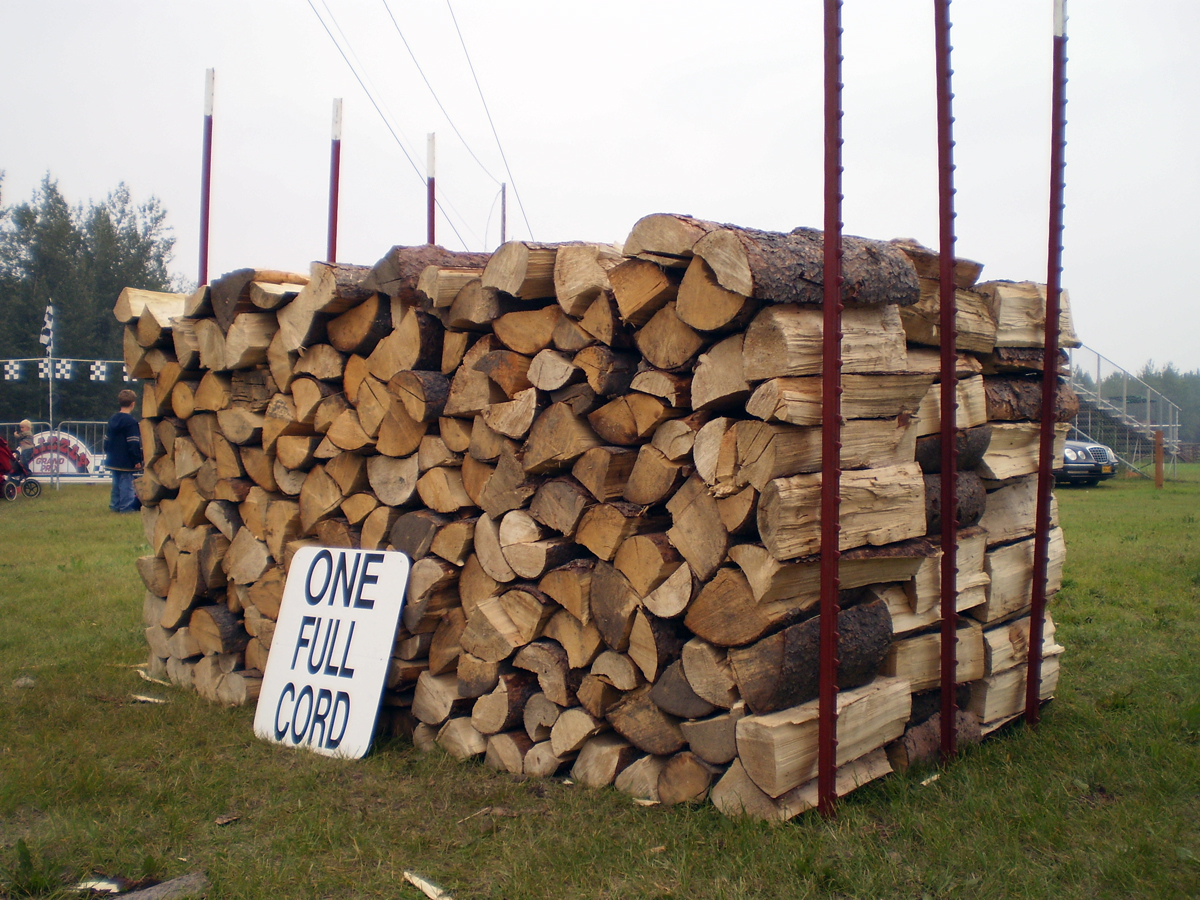
一考得木材

考得（cord），林業專屬的材積單位，專門測量乾燥木材，如柴火、紙漿用木材等。
當一堆木頭整齊緊密堆疊，佔128立方英尺（3.62 立方公尺）的體積時，便是一考得，相當於4英尺（122公分）高，8英尺長（144公分）與4英尺（122公分）深。
考得的名稱有可能從繩索（也稱為cord）的使用而來，其將一考得的木頭綑綁住。